# Hrubna Nouă, Fălești
Hrubna Nouă este un sat situat în vestul Republicii Moldova, în Raionul Fălești. Aparține administrativ de comuna Taxobeni. La recensământul din 2004 avea o populație de 302 locuitori.